# محمد علي الموسوي الجزائري
السيد محمد علي الموسوي  (بالفارسية: سید محمدعلی موسوی) (مواليد 1362 هـ / 1943م في تستر، بمحافظة خوزستان) رجل دين شيعي وسياسي إيراني، ويشغل حاليًا منصب ممثل خوزستان في مجلس خبراء القيادة ورئيسًا لحوزة الأهواز العلمية.
كان الموسوي سابقاً ممثل الولي الفقيه في محافظة خوزستان وإمام الجمعة لمدينة الأهواز.

## حياته
ولد الجزائري عام 1362هـ، في مدينة تستر، بمحافظة خوزستان. ذهب إلى الكُتَّاب في أيام الطفولة. وفي الرابعة عشرة من عمره، درس في الحوزة العلمية بمدينة تسترعنده والده وعمه. بعد فترة، ذهب الجزائري إلى مدينة النجف الأشرف لاستمرار دراسته الحوزوية. ثم عاد إلى إيران واستكمل الدراسة في حوزة قم العلمية؛ وفي النهاية استقر في الأهواز.
```
في العام 1440 تم تعيينه رئيسًا للحوزة العلمية بمدينة الأهواز (وللحوزات العلمية بمحافظة خوزستان) من قبل 
المرشد الأعلى
 لجمهورية إيران الإسلامية، السيد علي الخامنئي.
[
4
]
[
20
]
[
21
]
```

## مجلس خبراء
انتخب عضواً في مجلس خبراء كتابة الدستور وممثلا لأهالي محافظة خوزستان. ثم اختير ممثلا لهم في مجلس خبراء القيادة في كافة درواته؛ يمارس الجزايري مهمة إمامة الجمعة وممثلية الولي الفقيه في المحافظة.

## نشاطات أخرى
إنشاء مدارس دينية في مناطق مختلفة من محافظة خوزستان وضواحي الأهواز، وإنشاء «جامعة أمير المؤمنين» بهدف تدريب الدعاة في مسائل العقيدة الشيعية وإنشاء «قناة الأهواز».

## أساتذته
ومن أشهر أساتذة سيد محمد علي الموسوي الجزائري:
أبو القاسم بن علي أكبر بن هاشم تاج الدين الموسوي الخوئي (بأبو القاسم الخوئي)، روح الله بن مصطفى بن أحمد الموسوي الخميني، محمد علي أراكي وغيرهم.